# Samantha (pel·lícula)
Samantha (títol original en anglès: A New Kind of Love) és una pel·lícula estatunidenca dirigida per Melville Shavelson, estrenada el 1963. Ha estat doblada al català.

## Argument[2]
Steve Sherman, periodista, és enviat a París per un reportatge sobre les últimes col·leccions. Samantha Blake, espia i estilista, també hi va, però amb un estil propi. Es creuaran i neix un idil·li particular.

## Repartiment
- Paul Newman: Steve Sherman
- Joanne Woodward: Samantha Blake / Mimi
- Thelma Ritter: Leena
- Eva Gabor: Felicienne Courbeau
- George Tobias: Joe Bergner
- Marvin Kaplan: Harry
- Robert Clary: Francès al restaurant
- Jan Moriarty: Suzanne
- Joan Staley: Danish Stewardess
- Robert F. Simon: Bertram Chalmers
- Maurice Chevalier: Ell mateix

## Premis i nominacions

### Nominacions
- 1964: Oscar a la millor banda sonora per Leith Stevens
- 1964: Oscar al millor vestuari per Edith Head
- 1964: Globus d'Or a la millor actriu musical o còmica per Joanne Woodward